# Банбаши
Банбаши (азерб. Banbaşı) — село в Масаллинском районе Азербайджана.

## Этимология
Название села состоит из компонентов бан (чердак), баш (голова) и и (суффикс прикрепления) и означает «верх чердака». В тюркских языках слово «баш» означает «гора, вершина холма», «исток рек». Такое название поселок получил потому, что расположен на высоте. Это также записано в версии Бамбаши.

## Население
В Кавказском календаре на 1856 год даётся название с оригиналом — Банбаши (بانباشی), где проживали Азербайджанцы шииты. В 1859 году в селе было 52 двора и проживало 278 человек (160 мужчин и 118 женщин). В 1886 году в Банбаши в 50 домах проживало 377 человек (205 мужчин и 172 женщин). 
По данным Азербайджанской сельскохозяйственной переписи 1921 года в селе Банбаши (название согласно источнику) имелось 47 хозяйств, численность жителей составляла 259 человек. Преобладающее население  состояло из тюрков-азербайджанцев. По материалам издания «Административное деление АССР», подготовленного в 1933 году Управлением народно-хозяйственного учёта Азербайджанской ССР (АзНХУ), по состоянию на 1 января 1933 года в Банбаши являвшемся центром Банбашинского сельсовета Масаллинского района Азербайджанской ССР насчитывалось 629 жителей, (321 мужчин и 308 женщин, 159 хозяйств). По переписи населения 2009 года в Банбаши проживало 2440 человек.

### Погибшие (Шехиды)
Ахмедов Ахмедага Абдулбаги оглы — получил 25-летнее высшее религиозное образование в городе Наджаф (Ирак), в 1937 году стал жертвой репрессий.  
Участники Второй мировой войны:  
150 человек ушли на фронт, из них 50 вернулись живыми.
Погибшие в Первой Карабахской войне:  
- Гасымов Джаваншир Бейтулла оглы (1974–1992)
- Абдуллаев Мурвет Али оглы (1974–1993)
- Мирзаев Наиль Надир оглы (погиб в 2004 году)
- Гасанов Алгайыт Агабей оглы (погиб в 2006 году)

Погибший во Второй Карабахской войне:  
- Акифзаде Эльмир Гюндюз оглы (01.09.1997–09.10.2020)[8]